# Stora Butjärnen (Svärdsjö socken, Dalarna)
Stora Butjärnen är en sjö i Falu kommun i Dalarna och ingår i Dalälvens huvudavrinningsområde.